# Dawn French
Pour les articles homonymes, voir French.
Dawn Roma French né 11 octobre 1957 à Holyhead, pays de Galles est une actrice et humoriste britannique.

## Biographie
Dawn Roma French est née le 11 Octobre 1957 à Holyhead, pays de Galles. Ses parents sont Felicity Roma (née O'Brien 1934 - 2012) et Denys Vernon French (1932 - 1977).
Elle a un frère, Gary French.

### Vie privée
Elle a été mariée à Lenny Henry de 1984 à 2010. Ils ont une fille, Billie Henry, née en 1991.
Elle est mariée depuis 2013 à Mark Bignell.

## Carrière
Elle est particulièrement connue pour son rôle dans la série French and Saunders aux côtés de Jennifer Saunders. Elle joue aussi le rôle de la Grosse Dame (portrait qui garde l’entrée de la maison Gryffondor) dans le film Harry Potter et le Prisonnier d’Azkaban.

## Filmographie

### Cinéma

#### Longs métrages
- 1985 : The Supergrass de Peter Richardson : Andrea
- 1987 : Eat the Rich de Peter Richardson : Debbie Draws
- 1996 : Pinocchio (The Adventures of Pinocchio) de Steve Barron : La femme du boulanger
- 1999 : Milk de William Brookfield : Virginia
- 2000 : Maybe Baby ou Comment les Anglais se reproduisent (Maybe Baby) de Ben Elton : Charlene
- 2004 : Harry Potter et le Prisonnier d'Azkaban  (Harry Potter and the Prisoner of Azkaban) d'Alfonso Cuarón : La grosse dame dans le tableau
- 2005 : Le Monde de Narnia : Le Lion, la Sorcière blanche et l'Armoire magique (The Chronicles of Narnia : The Lion, the Witch and the Wardrobe) d'Andrew Adamson : Mme Castor (voix)
- 2006 : Love (et ses petits désastres) (Love and Other Disasters) d'Alek Keshishian : La thérapeute
- 2009 : Coraline d'Henry Selick : Miss Miriam Forcible
- 2010 : Animaux et Cie (Konferenz der Tiere) de Reinhard Klooss et Holger Tappe : Angie l'éléphant (voix)
- 2016 : Absolutely Fabulous, le film (Absolutely Fabulous : The Movie) de Mandie Fletcher : La reporter (caméo)
- 2022 : Mort sur le Nil (Death on the Nile) de Kenneth Branagh : Mme Bowers

### Télévision

#### Séries télévisées
- 1982 / 1984 : The Young Ones : Une femme
- 1985 : Happy Families : Cook
- 1985 - 1986 : Girls on Top : Amanda
- 1987 - 2005 : French and Saunders : Divers personnages
- 1988 : Monstres et merveilles (The Storyteller) : La sœur
- 1991 / 1994 / 1996 / 1999 : Murder Most Horrid : Plusieurs personnages
- 1992 : Absolutely Fabulous : Kathy
- 1993 : Screen One : Elaine Dobbs
- 1993 : The Legends of Treasure Island : Jim Hawkins (voix)
- 1994 - 2000 / 2004 - 2007 / 2013 / 2015 / 2020 : The Vicar of Dibley : Geraldine Granger / Geraldine Kennedy
- 1999 : David Copperfield : Mme Crupp
- 1999 : Let Them Eat Cake : Lisette
- 2000 : Watership Down : Buttercup (voix)
- 2002 : Ted and Alice : Alice Putkin
- 2002 - 2004 : Wild West: Mary Trewednack
- 2006 : Miss Marple : Janet Erskine
- 2006 : Little Britain : La mère de Vicki Pollard
- 2006 : Wheels on the Bus : La narratrice (voix)
- 2006 - 2009 : Jam & Jerusalem : Rosie Bales
- 2008 / 2011 : Lark Rise to Candleford : Caroline Arless
- 2009 - 2011 : Psychoville : Joy Aston
- 2010 - 2012 : Roger & Val Have Just Got In : Val Stephenson
- 2013 : Heading Out : Frances
- 2013 - 2014 : The Wrong Mans : Linda Bourne
- 2016 - 2019 : Delicious : Gina Benelli
- 2020 : The Trouble with Maggie Cole : Maggie Cole

#### Téléfilms
- 1990 : The Tale of Little Pig Robinson d'Alan Bridges : Porcas
- 1997 : Sex & Chocolate de Gavin Millar : Bev Bodger
- 2007 : La fille du régiment de Robin Lough : Duchesse de Crakentorp

## Distinctions
- 1997 : British Comedy Award : Meilleure actrice dans une série comique pour The Vicar of Dibley